# FTSE/JSE Afrique Top 40
Le FTSE/JSE Afrique Top 40 est un indice boursier de la bourse de Johannesbourg composé de 40 des principales capitalisations boursières du pays.

## Corrélation avec les autres marchés
Les performances annuelles de l'indice se sont rapprochées de celles du Dow Jones, du DAX, du CAC 40 et du Footsie, les grands marchés boursiers étant de plus en plus dépendants les uns des autres depuis une quinzaine d'années.

## Composants de l'indice
Les entreprises suivantes composent l'indice pour 2025.
| N° | Entreprise               | Code    | Industrie          | Capitalisation (en Dolars américains) |
| -- | ------------------------ | ------- | ------------------ | ------------------------------------- |
| 1  | Anheuser-Busch InBev     | JSE:ANH | Brasserie          | 136 720 000 000                       |
| 2  | BHP Group                | JSE:BHG | Minière            | 126 010 000 000                       |
| 3  | Richemont                | JES:CFR | Joaillerie         | 116 900 000 000                       |
| 4  | Prosus (en)              | JSE:PRX | Investissement     | 113 120 000 000                       |
| 5  | British American Tobacco | JSE:BTI | Tabac              | 96 670 000 000                        |
| 6  | Naspers                  | JSE:NPN | Technologie        | 46 840 000 000                        |
| 7  | Glencore                 | JSE:GNL | Minière            | 43 430 000 000                        |
| 8  | Anglo American           | JSE:AGL | Minière            | 34 150 000 000                        |
| 9  | First Rand               | JSE:FSR | Banque             | 22 770 000 000                        |
| 10 | Capitec Bank (en)        | JSE:CPI | Banque             | 22 060 000 000                        |
| 11 | AngloGold Ashanti        | JSE:ANG | Minière            | 21 840 000 000                        |
| 12 | Standard Bank            | JSE:SBK | Banque             | 20 240 000 000                        |
| 13 | Gold Fields              | JSE:GFI | Minière            | 19 290 000 000                        |
| 14 | Vodacom                  | JSE:BOD | Télécommunications | 14 630 000 000                        |
| 15 | MTN Group                | JSE:MTN | Télécommunications | 12 200 000 000                        |
| 16 | Investec                 | JSE:INL | Investissement     | 11 590 000 000                        |
| 17 | Anglo Platinum           | JSE:AMS | Minière            | 9 660 000 000                         |
| 18 | Sanlam                   | JSE:SLM | Secteur financier  | 9 400 000 000                         |
| 19 | Bidcorp                  | JSE:BID | Franchise          | 8 800 000 000                         |
| 20 | Shoprite Holdings Ltd    | JSE:SHP | Franchise          | 8 410 000 000                         |
| 21 | Discovery Ltd            | JSE:DSY | Secteur financier  | 7 680 000 000                         |
| 22 | Absa Bank                | JSE:ABG | Banque             | 7 650 000 000                         |
| 23 | Mondi                    | JSE:MNP | Papetière          | 7 220 000 000                         |
| 24 | Nedbank                  | JSE:NED | Banque             | 6 530 000 000                         |
| 25 | Impala Platinum          | JSE:IMP | Minière            | 6 310 000 000                         |
| 26 | NEPI Rockcastle          | JSE:NRP | Immobilier         | 5 410 000 000                         |
| 16 | Investec                 | JSE:INP | Investissement     | 5 220 000 000                         |
| 27 | Remgro (en)              | JSE:REM | Secteur financier  | 4 970 000 000                         |
| 28 | Reinet Investments (en)  | JSE:RNI | Investissement     | 4 960 000 000                         |
| 29 | Clicks Group (en)        | JSE:CLS | Santé              | 4 930 000 000                         |
| 30 | Bidvest Group (en)       | JSE:BVT | Investissement     | 4 460 000 000                         |
| 31 | Sibanye-Stillwater       | JSE:SSW | Minière            | 3 760 000 000                         |
| 32 | Mr Price Group (en)      | JSE:MRP | Franchise          | 3 440 000 000                         |
| 33 | Northam Platinum (en)    | JSE:NPH | Minière            | 3 110 000 000                         |
| 34 | Old Mutual               | JSE:OMU | Secteur financier  | 3 030 000 000                         |
| 35 | Aspen Pharmacare         | JSE:APN | Pharmacie          | 2 930 000 000                         |
| 36 | Woolworths               | JSE:WHL | Franchise          | 2 840 000 000                         |
| 37 | Sasol                    | JSE:SOL | Station-service    | 2 790 000 000                         |
| 38 | MultiChoice (en)         | JSE:MCG | Télévision payante | 2 640 000 000                         |
| 39 | Growthpoint              | JSE:GRT | Investissement     | 2 420 000 000                         |
| 40 | Exxaro (en)              | JSE:EXX | Minière            | 1 910 000 000                         |